# Ebondi
rEbondi est un village du groupement Bakoko Bassa de la commune de la Lokoundjé du département de l'Océan dans la région du Sud au Cameroun.

## Géographie
Il se trouve à 35 km au nord-est du chef-lieu communal : Fifinda et à 36 km de Bipindi sur la route rurale D91 qui relie Bonguen à Elogbatindi vers Éséka.

## Population
En 1966, la population était de 144 habitants. Le village disposait avant 1966 d'une école publique à cycle complet. Lors du recensement de 2005, le village comptait 497 habitants dont 263 hommes et 234 femmes, principalement des Bakoko et des Bassa.

## Éducation
Le village dispose d'une école primaire et un CES, en 2021, ces deux établissements sont fermés faute d'enseignants.